# Lygephila subpicata
Lygephila subpicata là một loài bướm đêm trong họ Erebidae.